# Yelicones manzarii
Yelicones manzarii är en stekelart som beskrevs av Areekul och Donald L.J. Quicke 2006. Yelicones manzarii ingår i släktet Yelicones och familjen bracksteklar. Inga underarter finns listade i Catalogue of Life.